# روسی‌گلیتازون
روسی‌گلیتازون (انگلیسی: Rosiglitazone) یک داروی ضد دیابت در کلاس تیازولیدین دیون است. این ماده با اتصال به PPAR در سلول‌های چربی و پاسخ‌دهی بیشتر سلول‌ها به انسولین، به عنوان یک حساس‌کننده به انسولین عمل می‌کند.